# Зозулинська степова ділянка № 1
Зозу́линська степова́ діля́нка № 1 — ботанічна пам'ятка природи місцевого значення в Україні. Розташована на території Заліщицької міської громади Чортківського району Тернопільської області, між селами Зозулинці та Виноградне, у верхній частині стрімкого схилу долини річки Дністер.
Площа 2,4 га, статус отриманий 1972 року. Перебуває у віданні Заліщицької міської громади.
Статус надано з метою збереження типових лучно-степових фітоценозів. Особливо цінними є ковила волосиста, волошка східна й осока низька. Місце оселення корисної ентомофауни.
2010 року ввійшла до складу національного природного парку «Дністровський каньйон».